# 14ª ora

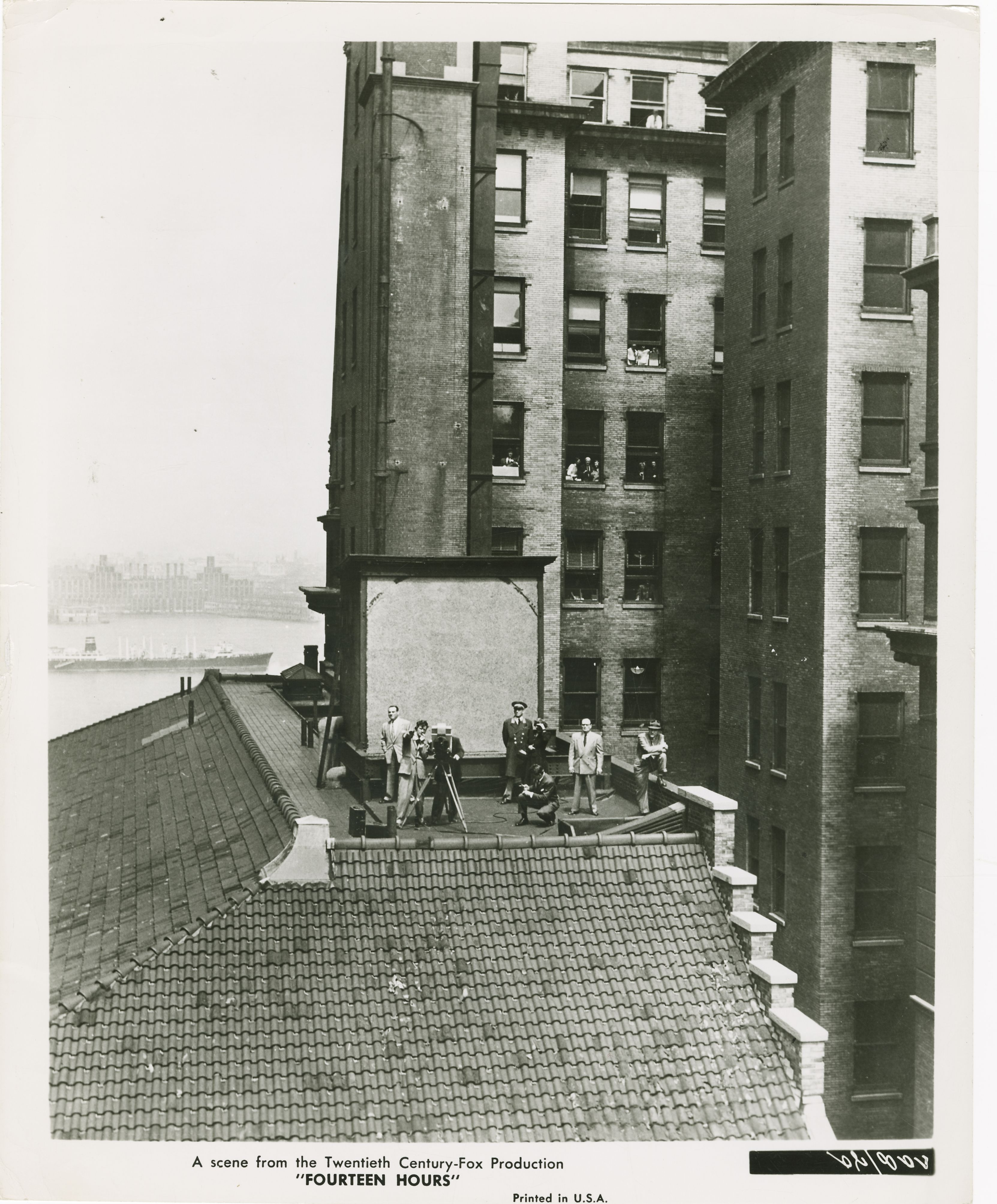
La troupe al lavoro

14ª ora (Fourteen Hours) è un film del 1951 diretto da Henry Hathaway, con Paul Douglas e Richard Basehart. Il film è stato distribuito anche in DVD con il titolo La quattordicesima ora.
La pellicola si basa su un fatto realmente accaduto: il suicidio di John Warde, che si buttò dalla finestra del 17º piano dell'Hotel Gotham il 26 luglio 1938.
Grace Kelly fa il suo esordio nel mondo del cinema interpretando una parte minore.

## Trama
Il giovane Robert Cosick minaccia di gettarsi dal quindicesimo piano di un grattacielo. Il poliziotto Charlie Dunnigan lo vede e per 14 ore gli parla, nel tentativo di convincerlo a desistere dal suo proposito. Alla fine il giovane verrà salvato.
Nel frattempo, tra la folla radunata in strada sotto al grattacielo, si svolgono diversi episodi: i tassisti scommettono sull'ora in cui il giovane si suiciderà, un ragazzo impiegato in un magazzino, Danny, corteggia la giovane impiegata Ruth, conosciuta per caso nella strada, mentre una donna, Louise Ann Fuller, che si trovava in un ufficio per firmare le pratiche di divorzio, osservando la scena decide di riconciliarsi col marito.

## Produzione
Sebbene dai crediti si lascia intendere che storia e personaggi siano "interamente di finzione", il film è basato sul suicidio di John William Warde, un ventiseienne che si gettò dal Gotham Hotel di New York City il 26 luglio 1938, dopo 11 ore di titubanza. Il personaggio di Charlie Dunnigan è ispirato a Charles V. Glasco, un poliziotto newyorkese in servizio all'epoca dei fatti che guidò le trattative per convincere Warde a scendere e non buttarsi.
L'autore Joel Sayre scrisse del suicidio di Warde per il The New Yorker in un articolo intitolato "That Was New York: The Man on the Ledge", pubblicato il 16 aprile 1949. La storia entrò nell'interesse della 20th Century Fox, che si assicurò i diritti dello scritto. Era previsto il coinvolgimento di Richard Widmark, scritturato per essere l'uomo sul cornicione, con Robert Wagner a interpretare Danny, ma fu poi sostituito da Jeffrey Hunter.
Il titolo fu cambiato dalla 20th Century Fox da The Man on the Ledge a Fourteen Hours su richiesta della madre di Warde, in modo che il film non fosse strettamente identificabile con la morte del figlio. L'esecutivo della casa cinematografica Darryl F. Zanuck, per gli stessi motivi, propose anche di spostare l'ambientazione del film in un'altra città, ma infine si decise di rimanere a filmare a New York.
Per la regia, i produttori indicarono Howard Hawks come principale candidato al ruolo, ma il regista declinò l'invito a causa del soggetto da trasporre. L'attenzione si concentrò quindi su Henry Hathaway, noto per i suoi lavori realistici come The House on 92nd Street (1945), Kiss of Death (1947) e Call Northside 777 (1948).
Le riprese furono completate nel giro di sei settimane, con un modesto bilancio di produzione. Gli esterni di New York furono girati all'edificio della Guaranty Trust Company, sito a 128 Broadway nella bassa Manhattan. Il palazzo è stato poi demolito. Utilizzando in maniera adeguata e particolare effetti di luce, angolazioni delle telecamere e spostamento dell'attenzione dal pubblico sottostante al suicida, questo è considerato in larga parte come il miglior film di Hathaway.
Oltre 300 persone furono assunte da Hathaway come comparse e apparizioni da convergere nella folla sottostante l'albergo, molte delle quali girarono nella bassa Broadway. Altri attori che hanno prestato il volto al film ma non sono stati accreditati sono Ossie Davis e Harvey Lembeck, nel ruolo di due tassisti, così anche Joyce Van Patten, Brad Dexter, che in seguito è apparso in I magnifici sette (1960), John Cassavetes e il ventenne Brian Keith figlio di Robert Keith. Altri non accreditati e ruoli di secondo piano includono Richard Beymer, che apparirà in West Side Story alcuni anni dopo, Willard Waterman nella parte di un impiegato dell'albergo, la futura stella di Broadway Janice Rule, e gli attori caratteristi Leif Erickson e John Randolph.

## Accoglienza

### Critica
Il The New Yorker dà risalto all'interpretazione di Basehart, spiegando come riesca a trasmettere al pubblico un sentimento di reale afflizione del suo personaggio. Proprio la qualità della sua prestazione impressionò il regista italiano Federico Fellini, che lo scritturò nel 1954 per La strada.
Il critico Bosley Crowther del The New York Times elogia la "suspense avvincente, il dramma appassionante e il pungente commento sociale rappresentato nel film", dando un ulteriore sguardo alle prestazioni recitative di Basehart, Douglas, Da Silva e Moorehead, i quali riescono nell'intento di dare umanità ai loro personaggi e realismo all'atmosfera.
Per Time Out Film Guide si tratta di un "vertiginoso melodramma che racconta gli eventi in maniera professionale, in moderata chiave giornalistica", comparandolo al noir Ace in the Hole e osservando che "l'enfasi è posta tanto sulla reazione degli astanti come sullo stato dell'aspirante suicida".

## Riconoscimenti
Nel 1951 il National Board of Review of Motion Pictures l'ha inserito nella lista dei migliori dieci film dell'anno e ha premiato Richard Basehart come miglior attore.

## Collegamenti ad altri film
La locandina di questo film compare in una scena di Un americano a Roma. Proprio come il protagonista della 14ª ora, Nando Mericoni (interpretato da Alberto Sordi) minaccia di lanciarsi nel vuoto (nel suo caso dalla cima del Colosseo e non dalla finestra di un grattacielo).